# بانارة بوليفية
بانارة بوليفية (الاسم العلمي:Banara boliviana) هي نوع من النباتات يتبع جنس البانارة من الفصيلة الصفصافية. سمي هذا النوع نسبةً إلى بوليفيا.